# Chapelle Notre-Dame-de-Lourdes de Thoricourt
 (juillet 2024).
Si vous disposez d'ouvrages ou d'articles de référence ou si vous connaissez des sites web de qualité traitant du thème abordé ici, merci de compléter l'article en donnant les références utiles à sa vérifiabilité et en les liant à la section « Notes et références ».
La chapelle Notre-Dame-de-Lourdes est un petit édifice religieux catholique sis à Thoricourt (Silly), dans la province de Hainaut, en Belgique. Construite en 1899 par la famille d’Auxy de Launois, la chapelle, avec la grotte de Lourdes attenante, sont lieu de pèlerinage marial fréquenté surtout le jour de l’Ascension.

## Description
La famille d’Auxy de Launois, propriétaire du château voisin, construit en 1899 une chapelle dédiée à Notre-Dame de Lourdes sur une parcelle de leur propriété accessible de la route (aujourd’hui: rue du Noir Jambon). La chapelle est édifiée sur un édicule, dans un endroit boisé du domaine. Sur le flanc droit de l’édifice est aménagée une réplique de la grotte de Massabielle (Lourdes)  où eurent lieu les apparitions mariales de 1858.
Devant la chapelle, et également devant la grotte latérale, plusieurs rangées de bancs permettent à  une grande affluence de pèlerins d’assister aux offices religieux.
À l’intérieur de la chapelle de nombreux ex-votos (« Merci ») expriment une reconnaissance souvent anonyme, de grâces spirituelles reçues. Quelques obiits de la famille d’Auxy de Launois, ainsi qu’une photo de Juliette d’Auxy de Launois (1887-1985) - dernière à porter ce nom - rappellent la famille donatrice. Le vitrail illuminant l’autel représente Bernadette Soubirous à la grotte de Massabielle.
La chapelle est ouverte au public et bien entretenue. Des célébrations y sont fréquentes, surtout lors de la fête de l’Ascension (toujours au mois de mai). En 1977 la propriété de la chapelle fut transférée au conseil de fabrique de Thoricourt.

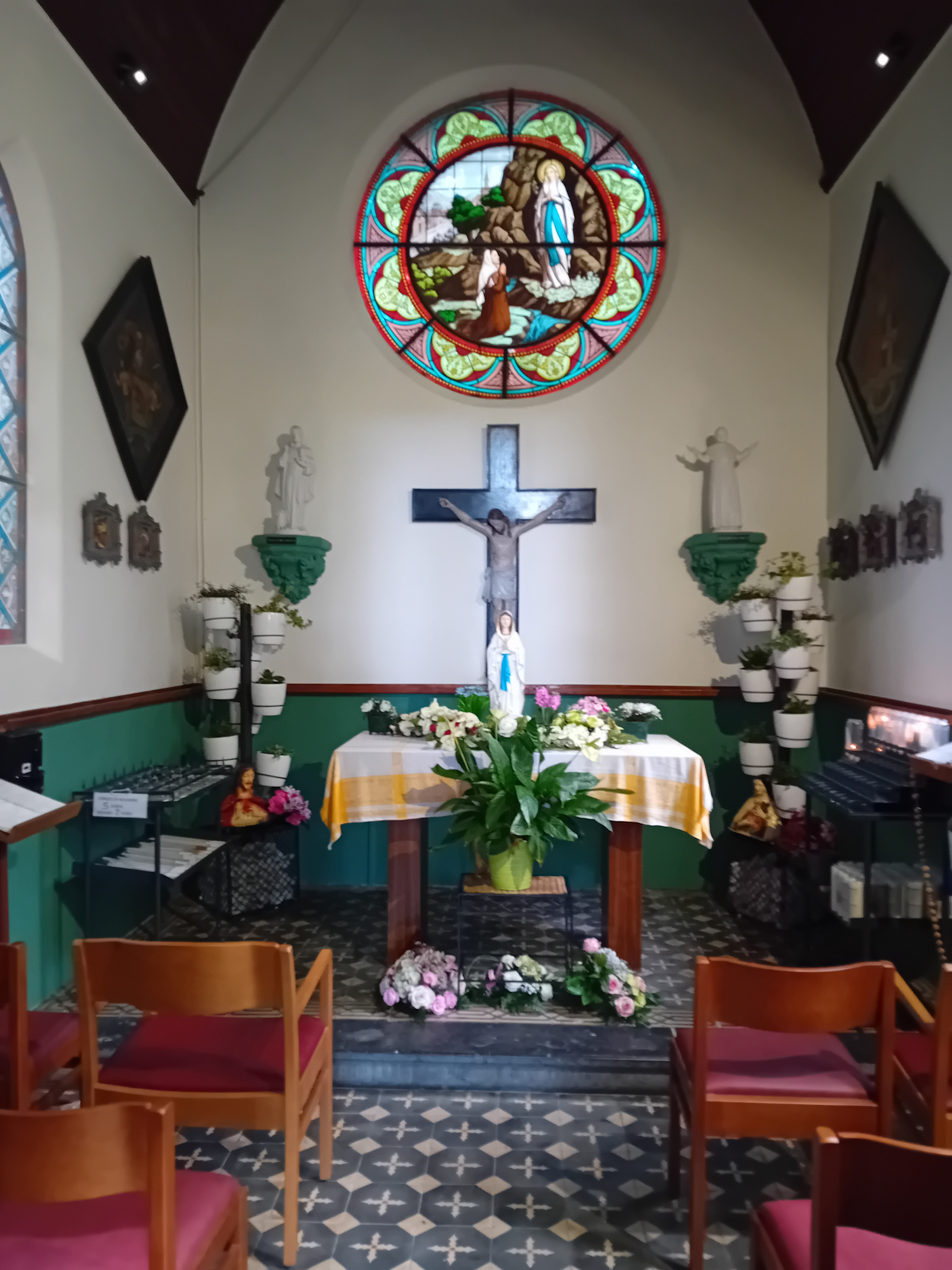
Intérieur de la chapelle
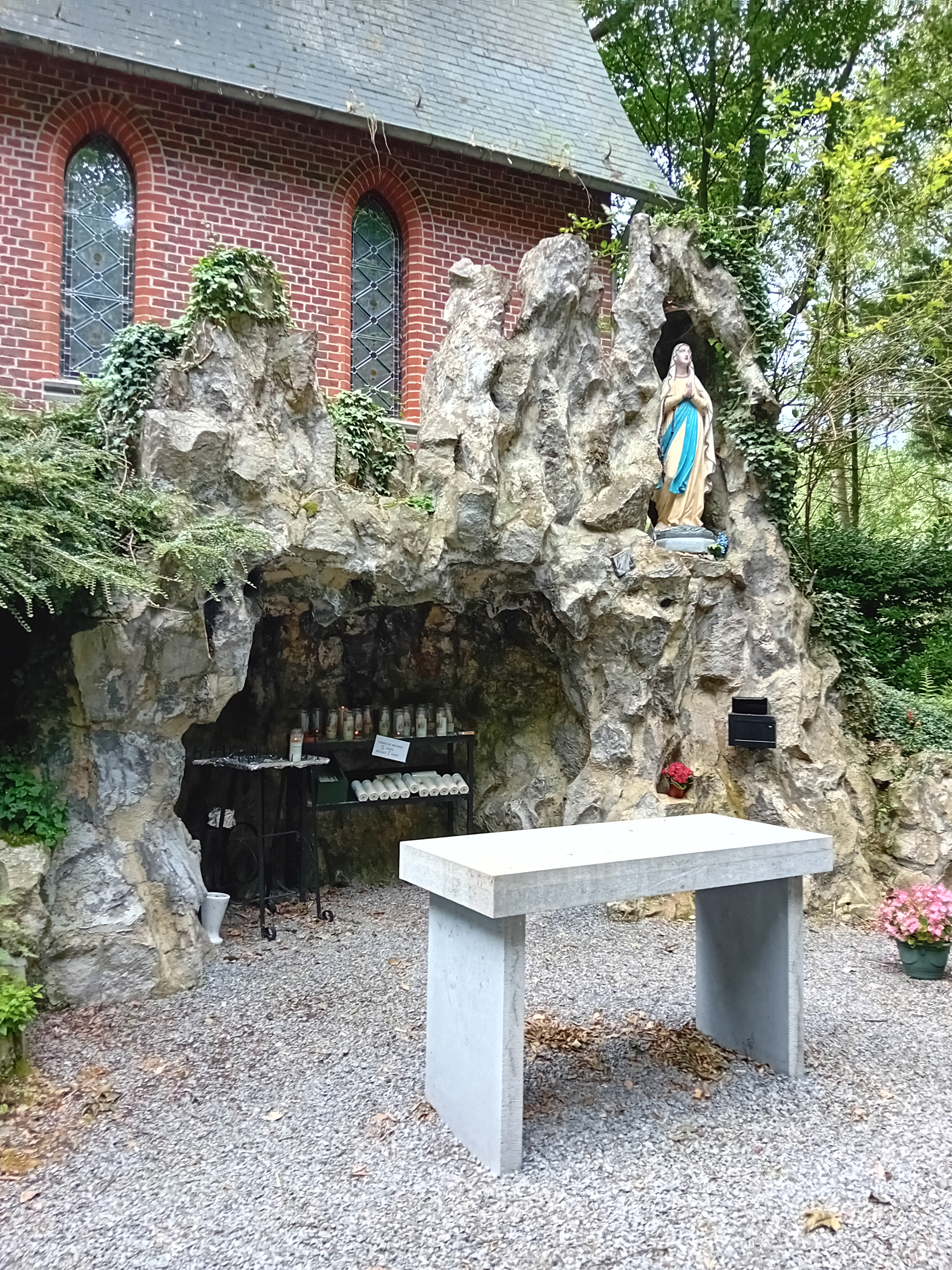
La grotte de Lourdes se trouve sur le flanc droit de la chapelle